# August Emanuel von Reuss

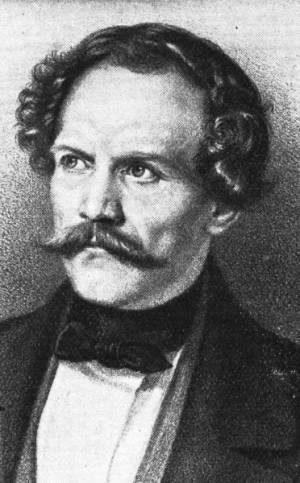
August Emanuel Reuss

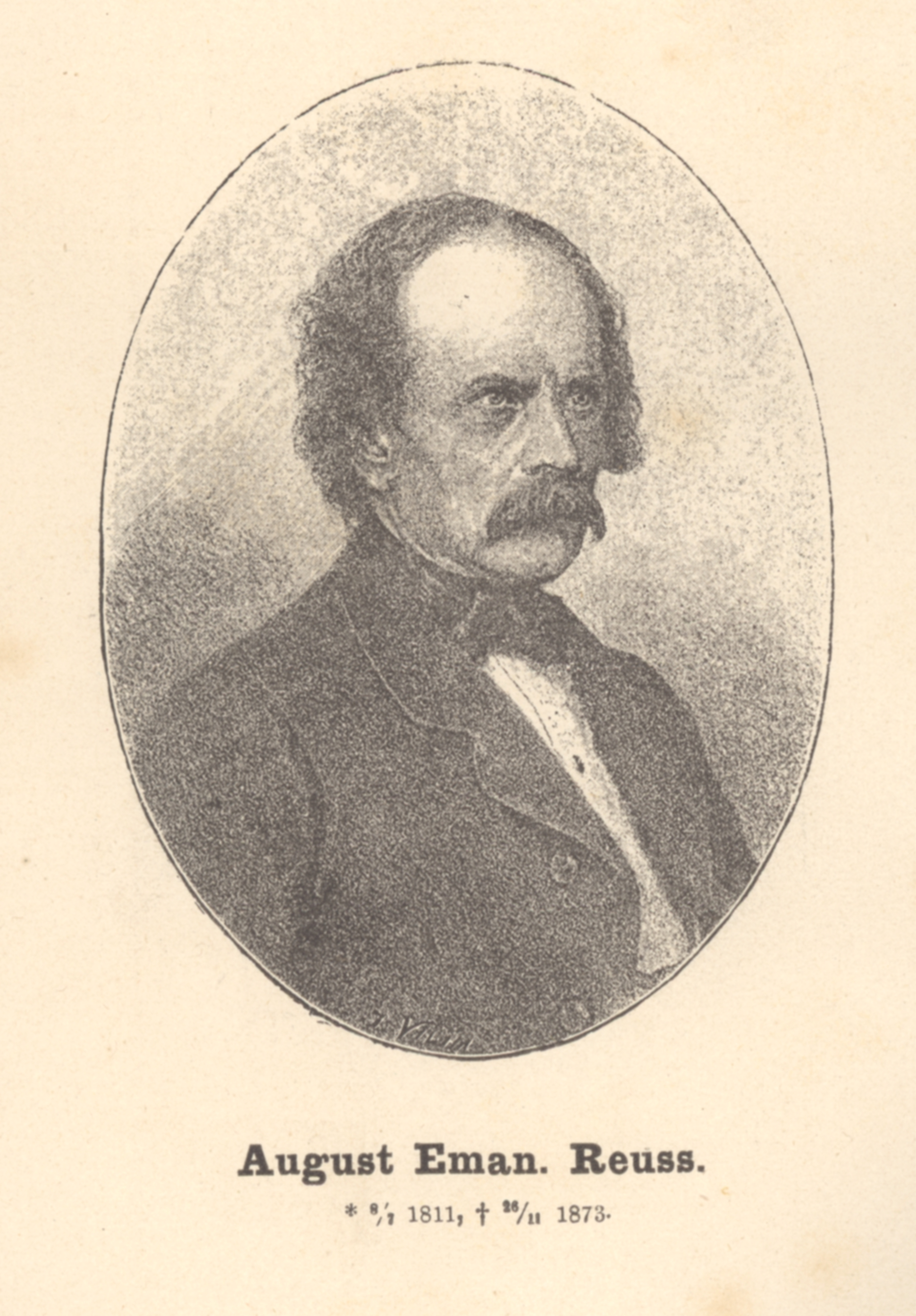
August Emanuel Reuss

August Emanuel Rudolf von Reuss (* 8. Juli 1811 in Bilin, Böhmen; † 26. November 1873 in Wien) war ein österreichischer Mediziner, Geologe und Paläontologe.

## Leben
August Emanuel Reuss wurde als Sohn des Biliner Mediziners Franz Ambrosius Reuss (1761–1830) geboren. Sein Vater nutzte für seine berufliche Praxis das Mineralwasser im Kurort Bilin.
Nach seiner gymnasialen Ausbildung studierte er ab 1825 Philosophie und ab 1827 Medizin. Im Alter von 22 Jahren wurde er am 10. November 1833 als Assistent an der ophthalmiatrischen Klinik promoviert. Ab dem Folgejahr praktizierte er 15 Jahre lang in Bilin als Herrschafts- und Brunnenarzt sowie Stadtphysicus. 1849 wurde er zum ordentlichen öff. Professor für Mineralogie an der Prager Hochschule sowie ab 1863 an der Universität Wien in die gleiche Professur berufen als Nachfolger von Franz Xaver Zippe.
In seiner Biliner Zeit befasste sich Reuss als junger Mediziner mit mineralogischen, geologischen und paläontologischen Studien in der Umgebung seiner Heimatstadt. Die ihn prägenden Anregungen erhielt er von seinem Vater und dem späteren Lehrer Franz Xaver Zippe.
Sein Sohn war der Augenarzt August Leopold von Reuss (1841–1924).
Seine zahlreichen Arbeiten haben für die frühen geowissenschaftlichen Kenntnisse über Böhmen eine hohe Bedeutung.
Er befasste sich auch besonders mit Foraminiferen, aber auch Korallen, Bryozoen, Ostrakoden, Krebse und anderen Fossilien. Er erstellte eine wegweisende Systematik der Foraminiferen mit Berücksichtigung von Struktur der Skelettwand, deren Baumaterial und Porensysteme.

## Schriften
- Geognostische Skizzen aus Böhmen. 1840–44.
- Die Versteinerungen der Böhmischen Kreideformation. 1845/46. Digitalisat
- Ueber fossile Krebse aus den Raibler Schichten in Kaernthen. In: Beiträge zur Paläontologie, I, 1 – 6, 1 Tafel, 1858
- Entwurf einer systematischen Zusammenstellung der Foraminiferen, 1861
- Foraminiferen des norddeutschen Hils und Gault, 1862

## Würdigungen
- 1853 Wahl zum Mitglied der Leopoldina[1]
- 1861 Ehrendoktorwürde der Schlesischen Friedrich-Wilhelms-Universität von Breslau
- 1870 Erhebung in den österreichischen Adelsstand

## Sonstiges
Reuss war der Vater des Augenarztes August Leopold von Reuss (1841–1924).